# 莫納斯特爾-利什尼揚斯基
49°23′2″N 23°25′51″E / 49.38389°N 23.43083°E

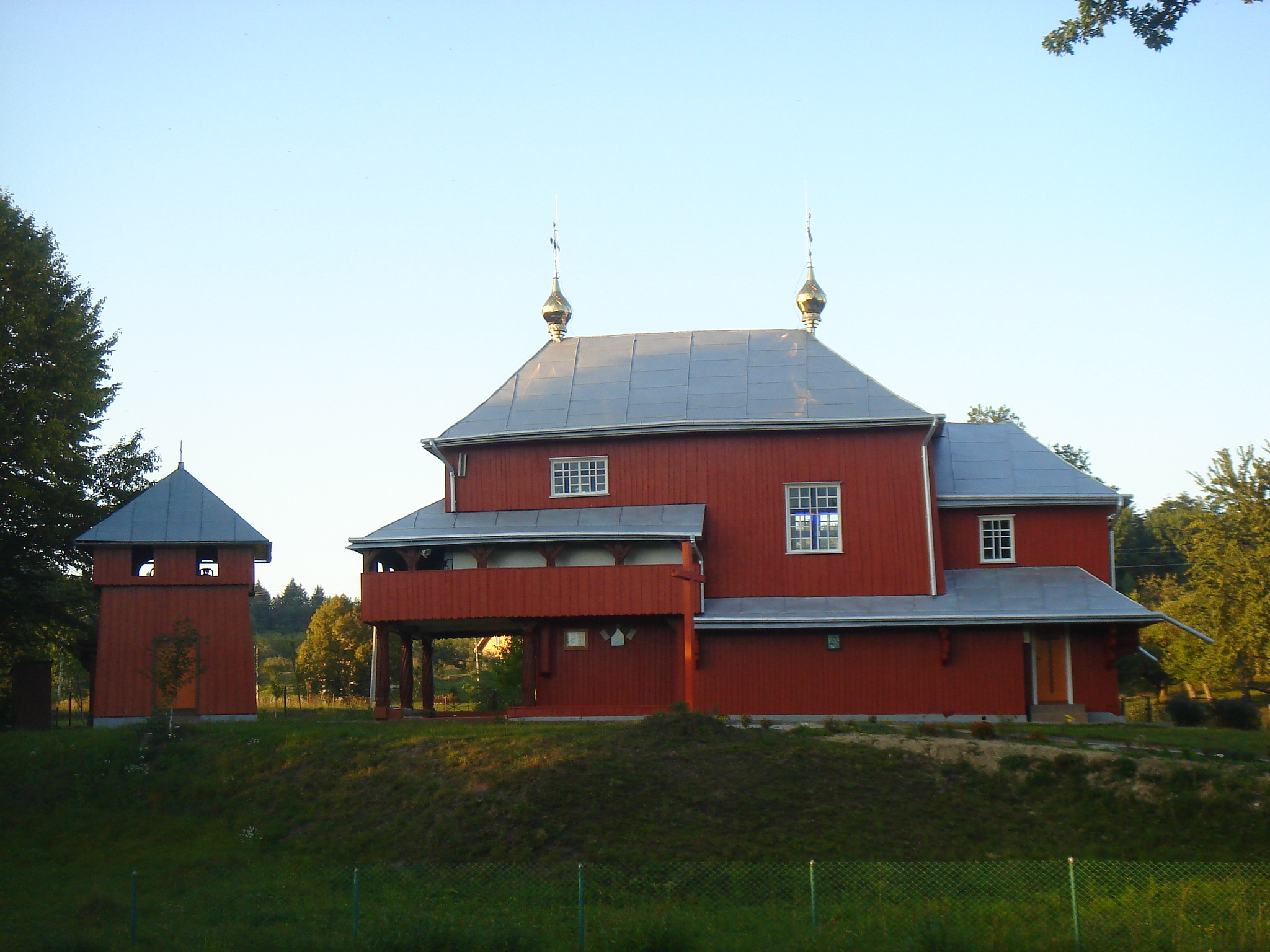
教堂

莫納斯特爾-利什尼揚斯基（烏克蘭語：Монастир-Лішнянський），是烏克蘭的村落，位於該國西部利沃夫州，由德羅霍貝奇區德罗霍贝奇市镇負責管轄，始建於1514年，面積0.73平方公里，2001年人口321，人口密度每平方公里439.12人。